# Mastidiores kora
Mastidiores kora är en spindelart som beskrevs av Rudy Jocqué 1987. Mastidiores kora ingår i släktet Mastidiores och familjen Zodariidae.
Artens utbredningsområde är Kenya. Inga underarter finns listade i Catalogue of Life.